# Hide (Doctor Who)
"Hide" (intitulado "Oculto" no Brasil) é o nono episódio da sétima temporada da série de ficção científica britânica Doctor Who, transmitido originalmente através da BBC One em 20 de abril de 2013. Foi escrito por Neil Cross e dirigido por Jamie Payne.
No episódio, o alienígena viajante do tempo conhecido como o Doutor (Matt Smith) e sua acompanhante Clara Oswald (Jenna-Louise Coleman) visitam uma mansão em 1974 de propriedade do Professor Alec Palmer (Dougray Scott), que parece ser mal-assombrada. Sua assistente, Emma Grayling (Jessica Raine), é uma empata que consegue se conectar ao fantasma. O Doutor descobre que a criatura é na verdade uma viajante do tempo do futuro (Kemi-Bo Jacobs) que está presa em um universo de bolso e então tenta alcança-la para resgatá-la. No entanto, lá ele descobre um bizarro "Homem Torcido" (Aiden Cook), que também busca escapar e se reunir com sua companheira na mansão.
"Hide" foi a primeira contribuição para Doctor Who do escritor Neil Cross, que era fã do programa, mas que nunca teve tempo para escrever para ele. Cross queria realizar um episódio assustador e foi inspirado pelos programas  The Quatermass Experiment e The Stone Tape de Nigel Kneale. É ambientado em um cenário e com personagens restritos, embora tenha sido expandido tematicamente para dar corpo ao monstro com uma história de amor paralela à do Professor Palmer e Emma. Como o primeiro episódio filmado para a segunda metade da temporada — e, portanto, o primeiro de Coleman como Clara — "Hide" teve sua produção iniciada no final de maio de 2012 no Margam Country Park, Gethin Forest e uma propriedade do National Trust em Tyntesfield. Foi assistido por 6,61 milhões de espectadores no Reino Unido e recebeu críticas geralmente positivas.

## Enredo

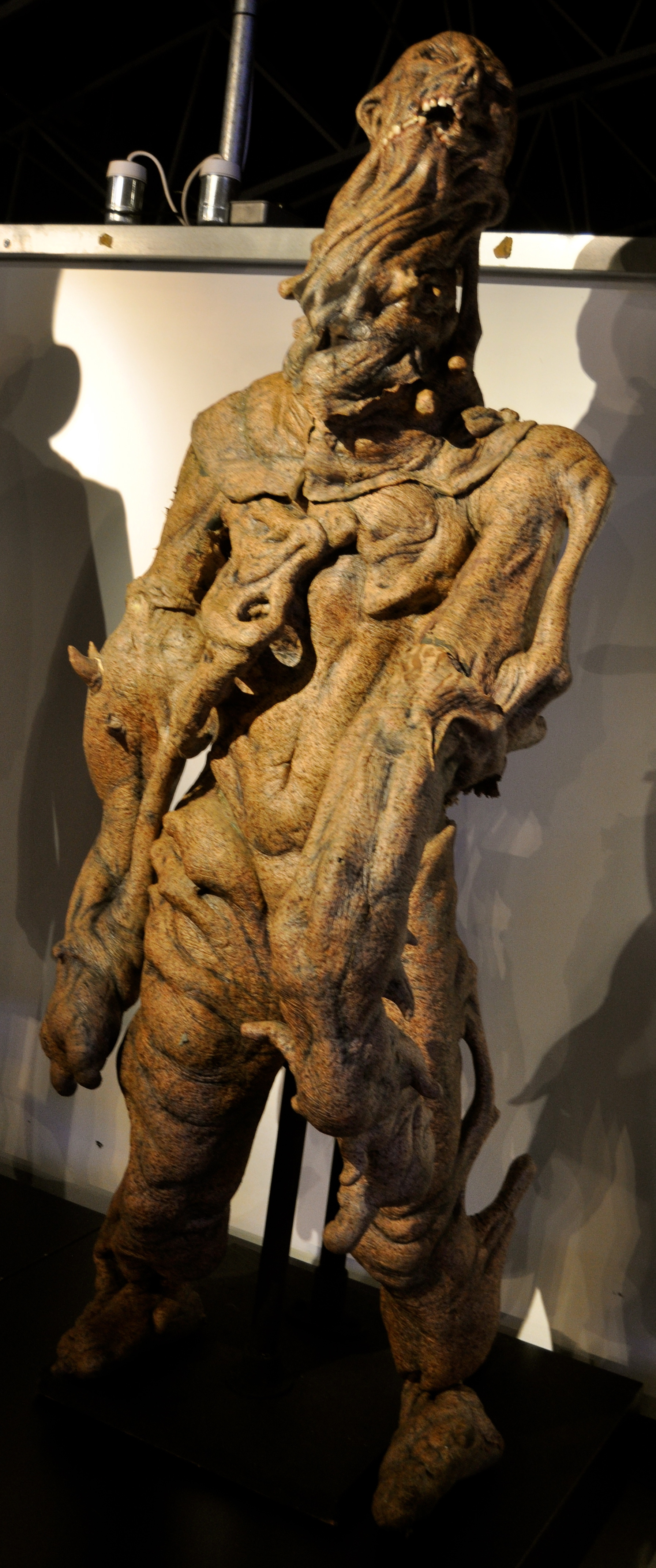
A criatura do episódio em exposição na Doctor Who Experience

Em novembro de 1974, o professor Alec Palmer e sua assistente Emma Grayling coletam evidências fotográficas de um fantasma na Mansão Caliburn. O professor usa os fortes poderes psíquicos de Emma para criar uma conexão que parece invocá-lo. Eles são surpreendidos pela chegada do Doutor e Clara, que afirmam ser da inteligência militar. O Doutor mostra interesse na investigação e Clara aponta que o fantasma aparece na mesma posição em cada fotografia.
O Doutor leva Clara na TARDIS para examinar sua localização específica em vários pontos durante a história da Terra e repetidamente tira fotos da mesma área. A partir disso ele chega à conclusão de que o "Fantasma de Caliburn" é na verdade uma viajante do tempo pioneira chamada Hila Tacorian, que estava presa em um universo de bolso onde o tempo se move mais lentamente. Ele prepara um dispositivo para estimular as habilidades psíquicas de Emma para abrir um portal para este universo, do qual uma vez acessível, entrará nele para resgatar Hila com um arnês ancorado no mundo normal.
O Doutor encontra Hila no universo de bolso e os dois são perseguidos por uma criatura na floresta. Hila retorna para a Mansão Caliburn, mas o portal se fecha antes que o Doutor possa passar também. Clara implora à TARDIS por meio de sua interface de voz holográfica para ajudá-la a salvar o Doutor, que depois de inicialmente recusar, finalmente se abre e permite que ela entre. Enquanto Emma reabre o portal novamente com o incentivo de Palmer, a TARDIS voa brevemente para o universo de bolso e se move para perto do chão, permitindo que o Doutor pule e se pendure nela antes que a criatura possa agarrá-lo.
Antes de partir na manhã seguinte, o Doutor pergunta a Emma se ela podia sentir algo incomum sobre Clara, que em resposta diz que ela parece normal, e também conclui que Hila é uma descendente direta de Emma e Palmer. Ele argumenta que a relação deles resultou em uma conexão de sangue que ajudou Emma a abrir o portal para resgatá-la. O Doutor de repente percebe que há outra criatura dentro da Mansão Caliburn e o ser que perseguiu-o no universo de bolso é sua companheira que estava tentando reunir-se com seu par. O Doutor pede um favor a Emma e eles usam a TARDIS para resgatar a outra criatura do universo de bolso e uni-los.

### Continuidade
No episódio, o Doutor usa um cristal azul de Metebelis III, que é um planeta que já apareceu antes quando o Terceiro Doutor (Jon Pertwee) pegou um cristal de lá em The Green Death (1973) e o devolveu em Planet of the Spiders (1974), embora tenha sido pronunciado de forma diferente. O Doutor menciona o Olho da Harmonia, que foi introduzido em The Deadly Assassin (1976). Ele veste o traje espacial laranja que usou originalmente em "The Impossible Planet" / "The Satan Pit" (2006) e vestiu em várias ocasiões até "The Waters of Mars" (2009) ao tirar as fotos.

## Produção

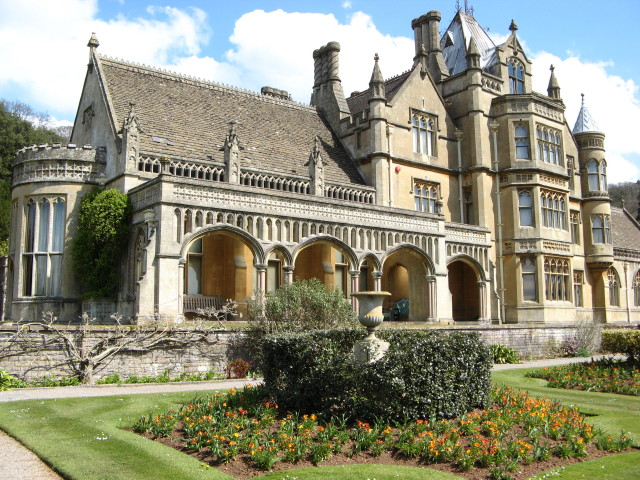
A Tyntesfield House, que foi usada como local de filmagem da mansão